# 888
888 (DCCCLXXXVIII) var ett skottår som började en måndag i den julianska kalendern.

## Händelser

### Okänt datum
- al-Mundhir efterträds av Abdallah ibn Muhammad som emir av Córdoba.

## Födda
- Liezu av Södra Tang, kinesisk kejsare.
- Zhu Zhen av Liang, kinesisk kejsare.

## Avlidna
- 13 januari – Karl den tjocke, kung av Schwaben, Alemannien och Raetien 876–882 samt av Italien 879–882, romersk kejsare sedan 881, kung av Östfrankiska riket 882–887 och av Västfrankiska riket sedan 884